# Phanes
Phanes var en egyptisk general som förrådde Egypten 520 f.Kr. genom att byta sida till de invaderande perserna. Han lämnade dock kvar sina söner till egyptierna som hämnades genom att ta ut dem på slagfältet, skära halsen av dem, tappa deras blod i skålar, blanda det med vin och vatten och dricka det. Perserna vann slaget och invaderade sedermera Egypten.